# Vera Panova
Vera Fiódorovna Panova (rus: Ве́ра Фёдоровна Пано́ва; 20 de març [C.J. 7 de març] de 1905 – 3 de març de 1973) fou una novel·lista, dramaturga i periodista russa i soviètica, guanyadora de tres premis Stalin (1947, 1948, 1950).

## Primers anys
Vera va néixer a la família d'un comerciant empobrit (posteriorment un comptable) a Rostov del Don, Rússia. El seu pare, Fiódor Ivànovitx Panov, construïa canoes i iots com a hobby, i va fundar dos clubs de iots a Rostov. Quan tenia cinc anys el seu pare es va suïcidar llançant-se al riu Don. Després de la mort del seu pare, la seva mare treballà com a venedora. Com a noia, va ser educada per una amiga de la família, una vella mestra d'escola anomenada Anna Prozoróvskaia. Vera va educar Anna infonent-li una passió per la lectura. Desafortunadament Anna va morir després d'estar amb Vera només un any. Abans de la Revolució d'Octubre va estudiar durant dos anys en un gymnasium privat, abans que la seva educació formal s'aturés a causa de problemes de diners en la seva família.
Des dels seus primers anys Vera fou una àvida lectora, especialment de poesia, i va tractar d'escriure'n des que era ben petita. Les seves lectures incloïen obres d'Aleksandr Puixkin, Nikolai Gógol i Ivan Turguénev. També va llegir nombrosos llibres de text sobre ciència, geografia i història com una forma d'auto-educació A l'edat de 17 anys va començar a treballar com a periodista al diari de Rostov Trudovoi Don (El laboral del Don), publicant articles com a V. Starossélskaia (el cognom del seu primer marit Arseni Staroselski, amb qui s'havia casat el 1925 i de qui es va divorciar 2 anys més tard) i Vera Veltman. Ella va descriure el seu primer treball d'edició i els seus primers passos en aquesta carrera en la seva novel·la "Romanç sentimental" rus: Сентиментальный роман Sentimentalnii roman ((1958).Va aprendre la feina del diari per experiència, i treballà al seu torn com a assistent a l'organitzador del districte de corresponsals de feina, periodista i assagista.

## Carrera
El 1933 va començar a escriure obres de teatre. En 1935 el seu segon marit, el periodista del Komsomólskaia Pravda Boris Vakhtin, va ser detingut i empresonat a Solovkí on va morir (la data exacta de la mort es desconeix, probablement a finals dels anys trenta). Les autoritats del Gulag li van permetre una única visita a Borís, que ella descriu en la seva història Svidànie ("Reunió").
A partir de 1940 va viure a Leningrad. L'avanç inesperat dels nazis al Front de Leningrad la sorprèn a Tsàrskoie Seló. Ella i la seva filla van ser deportades a un camp de concentració prop de Pskov, però aconseguiren escapar a Narva, on visqueren il·legalment en una sinagoga en ruïnes. A continuació, es van traslladar a la localitat de Xixaki a viure amb uns parents. Allà va començar els seus primers treballs seriosos, les obres de teatre "Ilià Kossogor" rus: Илья Косогор (1939) i "A l'antiga Moscou" rus: В старой Москве (1940).Malgrat que aquests dos drames van guanyar premis, Vera va considerar que la forma dramàtica la confinava, i, segons les seves pròpies paraules, no era capaç d'adaptar-se a tot el que volia dir en el seu marc estricte. Ella sentia que podia treballar amb més llibertat en les formes literàries de la novel·la i el conte.
En 1943, quan els alemanys es van retirar d'Ucraïna, es va traslladar a Perm (anomenada Mólotov en aquell moment). Treballà per a un diari local i va publicar la seva primera novel·la "La família Pirojkov" rus: Семья Пирожковых(més tard rebatejada "Ievdokia" rus: Евдокия, font d'una pel·lícula soviètica produïda per Tatiana Lióznova en 1961). El 1944, com a periodista, roman dos mesos en un tren hospital, sobre el qual va escriure la novel·la Spútniki rus: Спутники (1946; literalment "Satèl·lits", però traduïda habitualment com a "El tren") que li va portar un Premi Stalin en 1947. Basada en aquesta obra va haver-hi també una pel·lícula soviètica Poezd milossérdia rus: Поезд милосердия ("El tren de la misericòrdia", 1961) i una altra versió televisiva de la pel·lícula Na vsiu ostávxuiussia jizn… rus: На всю оставшуюся жизнь… ("Per la resta de la meva vida...", 1975); el guió per a la pel·lícula fou escrit posteriorment pel fill de Panova, Borís Vakhtin.
En 1945 es va casar amb David Iàkovlevitx Dar (cognom real Rivkin) (1910-1980), un notable escriptor de ciència-ficció rus que va escriure sota el pseudònim de "David Dar". Juntament amb el seu marit, els seus dos fills i la seva pròpia família, va tornar a Leningrad.El 1947 publica la novel·la Krujílikha rus: Кружилиха Premi Stalin el 1948), que tracta dels treballadors d'una fàbrica als Urals. Ella havia començat a escriure la novel·la en 1944, però havia estat interrompuda per la seva feina al tren hospital. El 1949 va escriure la novel·la Iasni Béreg rus: Ясный берег ("Riba brillant", Premi Stalin el 1950), que descriu la vida en un kolkhoz.
Amb l'inici del desglaç de Khrusxov va escriure Vremena Goda rus: Времена года ("Estacions de l'any", 1953) sobre les relacions de pares i fills dins de la intel·liguèntsia soviètica. La novel·la va ser immensament popular entre el públic lector, però Panova va ser durament criticada per la premsa pel seu "naturalisme" i "objectivisme". El 1955 va escriure la novel·la Serioja rus: Серёжа, una de les millors obres sobre nens a la literatura soviètica, i el 1958, "Romanç sentimental" rus: Сентиментальный роман, d'inspiració autobiogràfica. Les dues novel·les foren, també, portades a la pantalla gran. A més va publicar les històries Valià rus: Валя i Vólodia rus: Володя, on també es tracta de nens, el 1959.
Panova ocupava un lloc entre els millors escriptors soviètics. En els congressos de l'escriptor, de 1954 i 1959 va ser elegida com a membre del Presidium de la Unió d'Escriptors Soviètics. Fou guardonada dos cops amb l'Orde de la Bandera Roja del Treball (1955, 1965). Com a escriptor establerta se li va permetre viatjar a Anglaterra, Escòcia i Itàlia, i el 1960 va realitzar una gira pels Estats Units. Les seves notes de viatge publicades i els seus articles, i un epíleg a la traducció russa de l'obra de J. D. Salinger  El vigilant en el camp de sègol , mostraren la seva afinitat per la vida i la cultura occidentals.

## Darrers anys
En els seus darrers anys de vida va publicar moltes obres de ficció (la majoria d'elles autobiogràfics o sobre la base de la història russa del segle XVII), obres de teatre i guions de cinema. Ella va ajudar molts joves escriptors que més tard es farien famosos, entre ells Iuri Kazakov, Serguei Dovlàtov (fou la seva secretària durant molts anys), Víktor Konetzki, Andrei Bitov, i Víktor Goliavkin. El seu fill, Boris Vakhtin, (1930-1981) fou un notable escriptor dissident rus, fundador del grup Gorojane.
El 1967 va patir un vessament cerebral que la va deixar parcialment paralitzada. Tot i estar incapacitada, va continuar treballant amb l'ajuda de la seva família i alguns secretaris fins al dia de la seva mort. Vera Panova va morir a Leningrad el 1973 i està enterrada al cementiri de Komarovo prop d'Anna Akhmàtova.